# ハローキティアイランドアドベンチャー
ハローキティアイランドアドベンチャーは、2023年のライフシミュレーションビデオゲームである。サンリオキャラクターをベースに、2023年7月28日にApple Arcade向けにリリースされた。Nintendo SwitchとMicrosoft Windowsへの対応版も2025年1月30日にリリースされ、PlayStation 4とPlayStation 5への対応版は2025年後半にリリース予定である。

## ゲームシステム
ハローキティアイランドアドベンチャーは、サンリオキャラクターたちが暮らす島を舞台にしている。ゲームはクエストが出た場合、冒険と謎解きをしながら進む。クエストは採集やものづくりなど多様である。定期的に新しいエリアと新しいキャラクターが追加されていく。サンリオキャラクターたちにプレゼントを上げ、仲良くなることで、多くの新しいクエストがアンロックされる。オプションクエストには、タイムアタック、キャビンの家具集め、ぐでたまの写真撮影、キャビンの装飾などがある。

## 開発
ハローキティアイランドアドベンチャーは、コロラド州ボルダーに拠点を置くゲームスタジオ、Sunblink Entertainmentによって開発された。TouchArcadeとのインタビューで、従業員のチェルシー・ハウ氏とトム・ブラインド氏は、「どうぶつの森」のような居心地の良いシミュレーターと、より探索重視のゲームプレイを組み合わせたゲームを作りたかったと述べている。
批評家やファンは、このゲームの名前が、2006年のエピソード「Make Love, Not Warcraft」でサウスパークの登場人物バターズ・ストッチがギャグとしてプレイしている架空のゲームと共通していることを指摘している。このゲームは、カジュアルゲームを指す略語としてインターネットミームになった。後にサンリオがこのミームを悪ふざけに利用した。 しかし、このゲームはサウスパークとの関連性やタイアップはないことが明言されている。

## リリース
オリジナルゲームは2023年6月28日にApple Arcade限定でリリースされた。
2024年6月のニンテンドーダイレクトでは、Nintendo SwitchとWindows、PlayStation 4とPlayStation 5への移植が発表され、2025年に発売予定となった。

## 反響
レビュー集約サイトのMetacriticによると、このゲームは19件のレビューに基づいて「概ね好意的な」評価を受けたという。
2023年のApp StoreアワードでApple Arcadeの賞を受賞した。 また、The Game Awards 2023のベストモバイルゲームにもノミネートされた。また、第 27 回 D.I.C.E. アワードでは、モバイルゲーム賞とファミリーゲーム賞を受賞した。

### 販売
2025年3月、Sunblinkは、1月30日にSwitchとWindows向けにゲームが発売されてから30日以内に50万本以上が売れたと発表した。